# Németbükkös
Németbükkös (németül: Deutsch Bieling) Szentkút településrésze, egykor önálló község Ausztriában, Burgenland tartományban, a Németújvári járásban.

## Fekvése
Németújvártól 11 km-re délkeletre a Strém jobb partján fekszik.

## Története
Egyes feljegyzések szerint a települést már 1225-ben is említik, ezek megbízhatósága azonban kérdéses. A település első biztos írásos említése 1375-ben "Poss. Bykus et altera Bykus" alakban történt. 1418-ban "Bykus", 1425-ben "Bykesd", 1482-ben "Bykes", 1494-ben "Felsewbykes", 1496-ban "Bwkes", 1498-ban "Bywx" néven szerepel a korabeli forrásokban. Részben kisnemesek birtoka, részben a Héderváry családé volt. 1532-ben felégette a török. 1548-ban 9 portájából 2 puszta volt. 1576-ban 5, 1588-ban 9, 1599-ben 10, 1634-ben 9 portát számláltak a településen. A Batthyány család 1662-es birtokmegosztásakor a család hercegi ágának birtoka lett.
1691-ben 13 házában 58 lakos élt. Az 1750-es Batthyány urbárium szerint a falu bírája Hans Peltzmann volt, az esküdtek Stefan Zopf, Georg Huber és Hans Fandl voltak. Rajtuk kívül még a Müllner, Riegler, Sammusl, Luka, Müllner és Pail családokat említi az urbárium. Az Erdődy családnak is voltak jobbágyai a településen. 1787-ban 32 háza volt 161 lakossal. A község 1812-ben megvásárolta Johann és Georg Huber házát és iskolává építették át. Az első tanító Franz Janisch volt. 1851 és 1873 között a gyerekek Szentkútra jártak iskolába. Az új iskolaépület 1875-ben épült fel. 1828-ban a falu 37 házában 216 lakos élt. 1857-ben 36 háza volt 185 lakossal. 1898-ig a templom felépültéig a hívek a szentkúti plébániához tartoztak.
Vályi András szerint " BÜKS, BÜKÉS PILLING. Német falu Vas Vármegyében, földes Ura Gróf Battyáni Uraság, lakosai katolikusok, fekszik Csákánytól fél, Körmendtöl pedig más fél mértföldnyire, fája ugyan, és legelője elég van, de szántó földgyei, és réttyei néhol soványasok lévén, második Osztálybéli. " 
Fényes Elek szerint " Német-Büks, (Deutsch Pilling), német falu, Vas vmgyében, 188 kath. lak. és bortermesztéssel. F. u. h. Batthyáni. Ut. p. Szombathely."
Vas vármegye monográfiája szerint " Német-Büks, 46 házzal és 224 r. kath. vallásu, magyar és németajku lakossal. Postája Pinka-Mindszent, távirója Körmend. Földesura Batthyány herczeg volt."
1910-ben 198, túlnyomórészt német lakosa volt.
A trianoni békeszerződésig Vas vármegye Körmendi járásához tartozott.  A békeszerződések Ausztriának ítélték. 1924-ben megalakult az önkéntes tűzoltóegylet. 1948-ban a magyar hatóságok a határsáv magyar oldalán maradt, mintegy 10 házból álló Magyarbükköst lerombolták. Lakói nagyrészt Németbükkösre költöztek át. 1960-ban átépítették az iskolát, de 1967-ben végleg bezárták. 1971-ben Németbükköst közigazgatásilag Szentkúthoz csatolták. 2001-ben 114 lakosa volt.

## Nevezetességei
A Szentháromság tiszteletére szentelt római katolikus temploma 1898-ban épült.

## Külső hivatkozások
- Németbükkös a dél-burgenlandi települések honlapján
- Szentkút a dél-burgenlandi települések honlapján
- Várszentmiklós honlapja
- A burgenlandi települések történeti lexikona
- A helyi tűzoltóegylet weboldala